# Isam al-Jaulani
Isam al-Jaulani (en árabe: عصام الخولاني ʿIṣām al-Ḫawlānī) fue el primer valí de la dinastía musulmana omeya de las islas Baleares. Llegó por primera vez a la isla de Mallorca cuando dirigiéndose a La Meca sus barcos se desviaron por una tormenta. A partir de ahí, la acosó con algunas redadas y pequeñas incursiones, hasta que finalmente, consiguió convencer al emir de Córdoba para conquistarla, el cual le proporcionó una flota que él mismo capitaneó en la invasión que llevó a cabo con éxito sobre el archipiélago a finales de 903. Su elección como gobernador de Mallorca y del archipiélago Balear fue llevada a cabo por sus habitantes y aprobada por el califa Abd al-Rahman III poco después.
Después de haberla conquistado, renombró la ciudad de Palma como Medina Mayurca y construyó el palacio de la Almudaina, mezquitas y baños públicos, llegando a conseguir con el tiempo que su puerto fuese un importante centro de comercio y prosperidad en el Mediterráneo, así como una civilización refinada en cultura y riquezas. Su pueblo introdujo en las islas una serie de nuevos cultivos: alcachofas, arroz y azafrán, al tiempo que construyeron marjadas en las montañas para aprovechar mejor el terreno cultivable y también unos sistemas de regadío llamados qänats.